# Cumanayagua
Cumanayagua là một đô thị và thành phố ở tỉnh Cienfuegos của Cuba. Cự ly 23 ki-lô-mét (14 mi) về phía đông tỉnh lỵCienfuegos.

## Thông tin nhân khẩu
Năm 2004, đô thị Cumanayagua có dân số 51.435 người. Diện tích là 1.099 km² (424,3 mi²), với mật độ dân số là 46,8người/km² (121,2người/sq mi).